# پادشاه شیندوک
پادشاه شیندوک (۹۱۲ میلادی تا ۹۱۷ میلادی) (هانگول:신덕) (هانجا:神德王) پنجاه و سومین پادشاه شیلا بود.